# Leukotrieny

LTA_{4} Zwróć uwagę na 4 wiązania podwójne, z których 3 są sprzężone. Jest to wspólna cecha A4, B4, C4, D4 i E4.

LTB_{4}

LTC_{4} jest leukotrienem cysteinylowym, tak jak D4 i E4.

Leukotrieny - lipidy związane z układem immunologicznym. Biorą udział w mechanizmach odpornościowych i procesach zapalnych, m.in. związanych z astmą i alergicznym nieżytem nosa. Przewodzą sygnały na drodze autokrynnej (sygnalizując w ten sposób do tej samej komórki, które je wyprodukowały) i parakrynnej (przekazując sygnał do niewielkiej liczby sąsiadujących komórek).
Należą do grupy biologicznie aktywnych, wielonienasyconych kwasów tłuszczowych zwanych eikozanoidami, powstających z kwasu arachidonowego w wyniku działania enzymu 5-lipooksygenazy.
Zdolność do produkcji leukotrienów posiadają leukocyty. Ich produkcji zwykle towarzyszy wydzielanie histaminy, także związanej z procesami zapalnymi.

## Historia i nazwa
Nazwa "leukotrieny" została wprowadzona przez szwedzkiego biochemika Bengta Samuelssona w 1979 roku i pochodzi od słów leukocyt i trien (związek z 3 wiązaniami podwójnymi). To co później zostało nazwane leukotrienem C - substancja wolnej reakcji anafilaktycznej (SRS - z ang. - "Slow Reaction smooth muscle-stimulating Substance" lub "Slow Reacting Substance of anaphylaxis" - SRS-A) była opisana w 1938 i 1940 przez Feldberga i Kellawaya

. Badacze wyizolowali SRS z tkanki płucnej po przedłużonym okresie ekspozycji na jad węża i histaminę.

## Typy
LTC4,LTD4 i LTE4 są często nazywane leukotrienami cysteinylowymi z powodu obecności aminokwasu cysteiny w ich strukturze. Zbiorczo, leukotrieny cysteinylowe stanowią SRS-A (slow reacting substance of anaphylaxis -"wolno działającą substancję w anafilaksji", związek wydzielany przez komórki tuczne (a także w niższych stężeniach bazofile) podczas reakcji anafilaksji, który prowadzi do wzbudzenia powolnego skurczu mięśni gładkich wywołując efekt kurczący oskrzela (bronchokonstrykcyjny).

## Biochemia

### Synteza

Synteza eikozanoidów (szlak leukotrienów przedstawiony po prawej stronie

Leukotrieny są syntetyzowane w komórce z kwasu arachidonowego przez 5-lipooksygenazy. Mechanizm katalityczny polega na wprowadzeniu cząsteczki tlenu w określonej pozycji w szkielet kwasu arachidonowego.
Szlak lipooksygenazy jest aktywny w komórkach wywodzących się ze szpiku kostnego. Należą do nich neutrofile, eozynofile, monocyty, bazofile, makrofagi i komórki tuczne. Po aktywacji tych komórek, fosfolipaza A2 uwalnia kwas arachidonowy z fosfolipidów błon komórkowych, a po połączeniu w kompleks z białkiem błonowym, tzw. białkiem aktywującym 5-lipoksygenazę (FLAP) jest on metabolizowany przez 5-lipooksygenazę. Proces ten, jak również kolejne etapy syntezy zachodzą przy udziale jonów wapnia.
5-lipooksygenaza wykorzystuje FLAP do konwersji kwasu arachidonowego w kwas 5-S-hydroperoksy-6,8-trans-11,14-cis-eikozatetraenowy (5-HPETE). Z 5-HPETE mogą powstać 2 związki: na drodze redukcji pod wpływem peroksydazy glutationowej powstaje kwas 5-hydroksyeikozatetraenowy (5-HETE) lub przy ponownym udziale 5-lipoksygenazy powstaje nietrwała pochodna epoksydowa- leukotrien A4 (LTA4).
W komórkach wyposażonych w hydrolazy LTA4, takich jak neutrofile i monocyty, LTA4 przekształca się w leukotrien B4 (LTB4), który jest silnym czynnikiem chemotaktycznym dla neutrofilów działających na receptory BLT1 i BLT2 na błonie komórkowej tych komórek.
W komórkach, które posiadają syntazę LTC4 lub mikrosomalną glutationo-S-transferazę II (GSTM-II), takich jak komórki tuczne, eozynofile, LTA4 jest sprzężany ze zredukowanym glutationem, tworząc pierwszy z leukotrienów cysteinylowych - leukotrien LC4 (LTC4). W przestrzeni zewnątrzkomórkowej LTC4 przy udziale ł-glutamylotranspeptydazy, enzymu odszczepiającego kwas glutaminowy, może zostać przekształcony do postaci kolejno leukotreinu D4 (LTD4) i leukotreinu E4 (LTE4), które zachowują aktywność biologiczną.
Zarówno LTB4 i leukotrieny cysteinylowe (LTC4, LTD4, LTE4) są częściowo degradowane w lokalnych tkankach, a ostatecznie zostają przekształcane do nieaktywnych metabolitów w wątrobie.

### Funkcje
Leukotrieny cysteinylowe działają na swoje receptory powierzchniowe CysLT1 i CysLT2 na komórkach docelowych prowadząc do skurczu oskrzeli i mięśni gładkich naczyń, zwiększenia przepuszczalności drobnych naczyń krwionośnych, zwiększenia wydzielania śluzu w drogach oddechowych i przewodu pokarmowego, a także do rekrutacji leukocytów do miejsc stanu zapalnego.
Leukotrieny działają głównie na podrodzinę receptorów sprzężonych z białkami G (GPCR). Mogą też działać poprzez receptory aktywowane przez proliferatory peroksysomów (PPAR). Są one zaangażowane w reakcje astmatyczne i alergiczne oraz wpływają na podtrzymanie procesów zapalnych. Wywołują skurcz naczyń krwionośnych, zwiększoną przepuszczalność naczyń i nasilają wytwarzanie śluzu przez komórki kubkowe oskrzeli
Działanie poszczególnych leukotrienów:
- LTB4 - reguluje funkcje granulocytów obojętnochłonnych i kwasochłonnych
- LTC4 - powolne kurczenie mięśni gładkich dróg oddechowych i przewodu pokarmowego, zwiększanie przepuszczalności naczyń włosowatych (co sprzyja powstawaniu obrzęków zapalnych)
- LTD4 - powolne kurczenie mięśni gładkich dróg oddechowych i przewodu pokarmowego, zwiększanie przepuszczalności naczyń włosowatych (co sprzyja powstawaniu obrzęków zapalnych)
- LTE4 - pobudzają skurcz oskrzeli i jelit[4]

Ostatnie badania wskazują na rolę 5-lipooksygenazy w chorobach układu krążenia i neuropsychiatrycznych.

## Leukotrieny w astmie
Leukotrieny biorą udział w patofizjologii astmy, wywołując lub nasilając objawy takie jak:
- utrudniony przepływ powietrza w oskrzelach
- zwiększone wydzielanie śluzu
- zbieranie się śluzu
- skurcz oskrzeli
- naciek komórek zapalnych w ścianie dróg oddechowych

Skurcz mięśni gładkich wywołany leukotrienami trwa znacznie dłużej (30-40 min.) niż skurcz mięśni po zadziałaniu histaminy (5-10 min.). Leukotrieny kurczą zarówno duże jak i małe oskrzela (histamina kurczy jedynie małe oskrzela i oskrzeliki). Pobudzają wzrost komórek mięśni gładkich w oskrzelach, co prowadzi do ich przerostu. Są czynnikami chemotaktycznymi dla eozynofili, prowadząc do nacieczenia ścian oskrzeli przez eozynofile. Działając bezpośrednio na śródbłonek powodują znaczne zwiększenie jego przepuszczalności, co prowadzi do napływu komórek zapalnych do tkanek i nasilenia procesu zapalnego.
W leczeniu astmy stosowane są leki przeciwleukotrienowe z grupy antagonistów receptora leukotrienowego (montelukast i zafirlukast), które stanowią alternatywę dla wziewnych glikokortykosteroidów i mogą być bezpiecznie stosowane u małych dzieci.
Leukotrieny uwolnione w dużych ilościach mogą wywołać wstrząs anafilaktyczny